# Johan Mangelsen Voigt
Johan Mangelsen Voigt (4. januar 1748 i Trondhjem – 9. maj 1838 i København) var en dansk-norsk officer.
Han var søn af regimentsfeltskær Barthold Voigt og Lene Marie f. Michelsen. I sit 10. år blev han indskrevet som landkadet og 5 år senere ansat som virkelig fændrik i bornholmske infanteriregiment (fra 1785 kaldet det aarhusiske), som garnisonerede i Rendsborg. Her blev han 1763 sekondløjtnant, 1773 premierløjtnant og 1782 kaptajn. 1788 fik han kompagni i Kronprinsens Regiment i København, og dermed var hans lykke gjort, thi kronprinsen (Frederik VI) lærte snart at sætte pris på ham. 1798 avancerede han til major i Danske Livregiment til Fods og blev forstander for Københavns Garnisons eksercerskole. I denne ret store virksomhed forblev han til 1802, da han udnævntes til premiermajor i sit regiment. 1803 blev han bataljonskommandør og 1805 oberstløjtnant. Under Københavns belejring 1807 lod Ernst Peymann 20. august udføre det eneste udfald, som var anlagt i nogen større stil. Voigt førte hovedkolonnen, men udfaldet mislykkedes fuldstændig, både på grund af stærk tåge, mindre god ledelse og den ringe troppestyrke. Voigt blev derfor inddraget i den store undersøgelse i anledning af Københavns fald og dømtes til at have sin charge forbrudt. Men da dommen kundgjordes, var den ved kongelig resolution formildet til afsked i måde og med pension. Frederik VI ansatte ham endnu samme år (1809) som overbefalingsmand over kystmilitsen i Sjællands nordøstlige distrikt og gav ham 1811 obersts karakter. Endelig blev Voigt i 1814 på ny ansat i Armeen som chef for Kronens Regiment i Helsingør med anciennitet som oberst fra 1810. Han blev 1817 generalmajor, 1826 Kommandør af Dannebrogordenen, 1828 Storkors, og 1832 endte han, efter at have tjent kongen i 70 år, sin militære løbebane med at blive sat à la suite i Armeen som generalløjtnant. 90 år gammel døde han 9. maj 1838 i København.
Gift 21. oktober 1793 med Anne Marie Foss (døbt 18. maj 1765 – 9. marts 1802), datter af skipper Henrik Mathissen Foss og Maria Jensdatter f. Berg, og enke efter Voigts broder, told- og konsumtionsinspektør i Randers Caspar Richard Voigt (1744 i København – 1792 i Randers).